# Eustrate de Constantinople
Eustrate de Constantinople est un écrivain religieux byzantin de la fin du VIe siècle.

## Biographie
Eustrate de Constantinople (actif vers 590) fut élève du patriarche Eutychius de Constantinople (mort en 582)
Il est connu comme auteur d'un texte réfutant la croyance de l'assoupissement de l'âme après la mort, intitulé Réfutation de ceux qui disent que les âmes des morts ne sont actives et ne reçoivent aucun bénéfice des prières et des sacrifices faits en leur nom à Dieu. Une traduction latine ce texte De statu animarum post mortem fut réimprimée en 1841. 
Eustrate répond à l'argument que les morts sont incapables d'activité (anenergetoi and apraktoi), en expliquant que les morts sont encore plus actifs dans la mort.

## Source
- CPG 7520-7523